# Grande-Terre (Guadeloupe)
Grande-Terre (francouzsky île de Grande-Terre či île de la Grande-Terre [il də ɡʁɑ̃d tɛʁ], v antilské kreolštině Gwanntè či Granntè) je ostrov v Malých Antilách, přesněji v souostroví Guadeloupe, které je zámořským departementem a zároveň zámořským regionem Francie. Jedná se o plochý vápencový ostrov s tropickým podnebím.
Grande-Terre je nejlidnatější z ostrovů, z nichž se skládá souostroví Guadeloupe, a tvoří východní část dvojostrova tvořeného dvěma hlavními ostrovy souostroví – Basse-Terre a Grande-Terre, přičemž Basse-Terre je jeho západní částí. Oba ostrovy od sebe odděluje 7,5 km dlouhý a 0,05–1,17 km široký průliv zvaný „Solná řeka“ (la Rivière Salée).
Navzdory svému názvu je ostrov Grande-Terre neboli „Velká země“ menší než sousední Basse-Terre. Jeho název vznikl porovnáním s dvěma mnohem menšími neobydlenými ostrovy Petite Terre (francouzsky: Îles de la Petite-Terre [il də la pətit tɛʁ] neboli „ostrovy Malé země“), jež se nacházejí asi 10 km jihovýchodně od ostrova Grande-Terre.

## Geografie

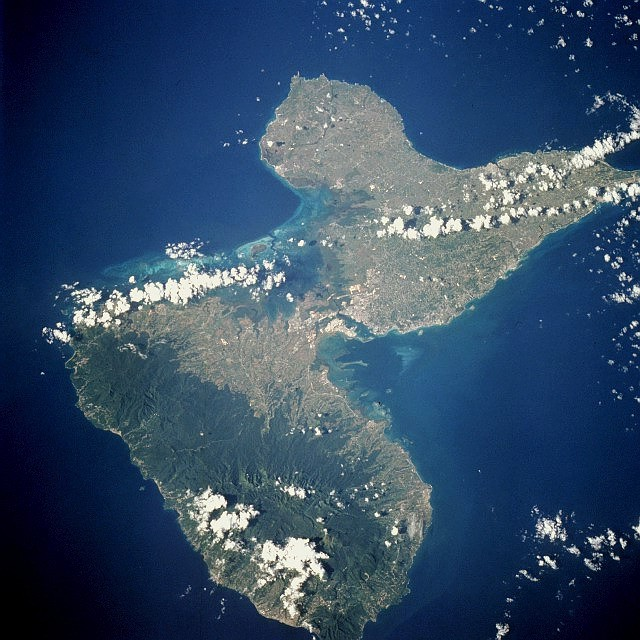
Guadeloupe z pohledu z kosmu. Grande-Terre je vpravo nahoře. Sever je na snímku vlevo nahoře.

Grande-Terre je plochý vápencový ostrov, jehož členité pobřeží je obklopeno korálovými útesy. Jeho povrch tvoří řada zvlněných kopců, pláže s bílým, černým i zlatým pískem a pobřežní útesy. Na ostrově se nachází většina zemědělské půdy a turistických letovisek na Guadeloupe. Oproti Basse-Terre má Grande-Terre mnohem sušší mikroklima a méně hustou vegetaci. Je to vyvýšený korálový atol s maximální výškou 136 m.
Ostrov má rozlohu 639 km2, přičemž jeho pobřeží dosahuje délky 134,9 km. Je největším ostrovem francouzského arrondissementu Pointe-à-Pitre, jehož správním centem (chef-lieu) je stejnojmenné město, které je zároveň jedinou podprefekturou na Guadeloupe a jeho ekonomickým hlavním městem.

## Historie
Původní obyvatelé osídlili zdejší ostrovy pravděpodobně již někdy ve 3. tisíciletí př. n. l. Prvními osadníky, jež dokážeme identifikovat, byli Arawakové, které kolem roku 1400 vytlačili Karibové.
Počátkem listopadu 1493 přistál na Basse-Terre při své druhé výpravě do Ameriky Kryštof Kolumbus a pojmenoval celý dvojostrov podle kláštera Santa María de Guadalupe ve Španělsku Santa Maria de Guadalupe de Estremadura.  
Španělé se v 16. století několikrát neúspěšně pokusili ostrovy zabrat. Teprve roku 1635 se zde usadila francouzská Společnost amerických ostrovů, která celé souostroví formálně zabrala pro Francii. Tak se Grande-Terre stal tak jako celé souostroví francouzskou kolonií.
Do roku 1775 souostroví s výjimkou krátkých období britské a švédské okupace spravovaly francouzské úřady v rámci Francouzských Malých Antil. 
V roce 1797 se Guadeloupe stal francouzským departementem, což se roku 1946 změnilo na francouzský zámořský departement. V roce 2003 se pak stal rovněž zámořským regionem. Do roku 2007 zde sídlila správa dnešních francouzských zámořských společenství Svatý Martin a Svatý Bartoloměj.

## Obyvatelstvo
Podle sčítání lidu, jež v roce 2006 prováděl francouzský Národní institut pro statistiku a ekonomické studie, žilo na Grande-Terre 197 603 obyvatel v 10 obcích. Hustota zalidnění činila 309,24 obyvatel na km2. Nejlidnatějšími obcemi jsou Les Abymes, Le Gosier a Pointe-à-Pitre, jež jsou částmi aglomerace Pointe-à-Pitre, a Sainte-Anne.

## Seznam obcí na ostrově Grande-Terre
| Pořadí | Sídlo          | Počet obyv. (2006) | Rozloha (km²) | Hustota |
| ------ | -------------- | ------------------ | ------------- | ------- |
| 1      | Les Abymes     | 60 053             | 81,25         | 739     |
| 2      | Le Gosier      | 27 370             | 42,20         | 649     |
| 3      | Sainte-Anne    | 23 073             | 80,29         | 287     |
| 4      | Le Moule       | 21 027             | 82,84         | 254     |
| 5      | Pointe-à-Pitre | 17 541             | 2,66          | 6 594   |
| 6      | Morne-à-l'Eau  | 16 703             | 63,56         | 263     |
| 7      | Saint-François | 13 424             | 59,82         | 224     |
| 8      | Petit-Canal    | 8 180              | 70,35         | 116     |
| 9      | Port-Louis     | 6 481              | 43,24         | 127     |
| 10     | Anse-Bertrand  | 4 751              | 60,47         | 79      |